# スコットランド貴族
スコットランド貴族 （Peerage of Scotland、スコットランド・ゲール語:Moraireachd na h-Alba）は、1707年合同法以前にスコットランド王国で創設された貴族の総称。1707年のイングランド王国との合同後、グレートブリテン王国が成立したため、その後授爵された貴族にはグレートブリテン貴族が導入された。
合同後、スコットランド貴族は貴族院に16名の貴族代表議員を送っていた。1963年貴族法によって、全てのスコットランド貴族が貴族院に議席を持てるようになった。しかし1999年貴族院法の可決によってその権利を失っている。その他の多くの貴族とは異なり、スコットランド貴族称号の多くは女系による継承（爵位保持者の娘が継承する場合に限り）が可能である。
スコットランド貴族は、公爵、侯爵、伯爵、子爵、ロード・オブ・パーラメントで構成される。スコットランドの子爵はイングランド貴族、アイルランド貴族、グレートブリテン貴族、連合王国貴族とは異なり、爵位を称する際ofを用いる（例:Viscount of Oxfuird）。しかしこれは理論上の定義であり、多くの子爵はofを省いている。スコットランドの貴族は、スコットランド議会に議席を持っていた。
スコットランドの男爵は、ロード・オブ・パーラメントの下になる。男爵は高貴だが、貴族称号とは従来考えられていない。スコットランドの男爵称号は、他の貴族とは違い売買できるからである。
スコットランド貴族の爵位継承法にはノヴォダマスというものがあった。この特殊な相続法の手順では、まず現爵位保持者が何らかの理由から別の相続人に継がせるべく一度爵位を王冠に返還する。そののち新規に勅許状を得て、より相応しい相続人に爵位継承させるという流れであった。

## 現存するスコットランド貴族一覧

### 公爵家
- ハミルトン公爵（1643年）ダグラス＝ハミルトン家
- バクルー公爵（1663年）/クイーンズベリー公爵（1684年）ダグラス＝スコット家（英語版）
- アーガイル公爵（1701年）キャンベル家
- アソル公爵（1703年）マリー家（英語版）
- モントローズ公爵（1707年）グラハム家（英語版）
- ロクスバラ公爵（1707年）イニス＝カー家

### 侯爵家
- ハントリー侯爵（1599年）ゴードン家（英語版）
- クイーンズベリー侯爵（1682年）ダグラス家（英語版）
- ツィードデール侯爵（1694年）ヘイ家（英語版）
- ロジアン侯爵（1701年）カー家（英語版）

### 伯爵家
- クロフォード伯爵(1398年) /  バルカレス伯爵(1651年) リンジー家（英語版）
- エロル伯爵(1453年) ヘイ家（英語版）
- サザーランド伯爵(1230年or1275年or1347年) サザーランド家
- マー伯爵(1114年頃) マー家（英語版）
- ロシズ伯爵(1458年) ： レズリー家（英語版）
- モートン伯爵(1458年) ： ダグラス家（英語版）
- バカン伯爵(1469年) ： アースキン家（英語版）
- エグリントン伯爵（英語版）(1508年) モントゴメリー家（英語版）
- ケイスネス伯爵（英語版）(1455年) ： シンクレア家（英語版）
- マー伯爵(1565年) /  ケリー伯爵(1404年or1565年) ： アースキン家（英語版）
- マリ伯爵(1562年) ： ステュアート家
- ヒューム伯爵(1605年) ： ダグラス＝ヒューム家（英語版）
- パース伯爵(1605年) ： ドラモンド家（英語版）
- ストラスモア＝キングホーン伯爵(1606年) ： ボーズ＝ライアン家（英語版）
- ハーディントン伯爵（英語版）(1619年) ： バイリー＝ハミルトン家
- ギャロウェイ伯爵(1623年) ： ステュワート家
- ローダーデール伯爵（英語版）(1624年) ： メイトランド家（英語版）
- リンジー伯爵(1633年) ： リンジー＝ベテューヌ家（英語版）
- ラウドン伯爵(1633年) ： アベニー＝ヘイスティングス家
- キノール伯爵（英語版）(1633年) ： ヘイ家（英語版）
- エルギン伯爵(1633年) /  キンカーディン伯爵(1643年) ： ブルース家
- ウィームズ伯爵(1633年) /  マーチ伯爵(1697年) ： チャータリス家（英語版）
- ダルハウジー伯爵(1633年) ： ラムゼイ家（英語版）
- エアリー伯爵（英語版）(1639年) ： オギルヴィ家（英語版）
- リーブン伯爵（英語版）(1641年) /  メルヴィル伯爵（英語版）(1690年) ： リズリー（英語版）＝メルヴィル家（英語版）
- ディザート伯爵（英語版）(1643年) ： グラント家（英語版）
- セルカーク伯爵(1646年) ： ダグラス＝ハミルトン家
- ノーセスク伯爵(1647年) ： カーネギー家（英語版）
- ダンディー伯爵（英語版）(1660年) ： スクリームジョア家（英語版）
- ニューバラ伯爵（英語版）(1660年) ： ロスピリョージ家（イタリア語版）（イタリア貴族ロスピリョージ公爵）
- アナンデイル＝ハートフェル伯爵(1662年) ： ホープ＝ジョンストン家（英語版）
- ダンドナルド伯爵(1669年) ： コクラン家（英語版）
- キントーア伯爵（英語版）(1677年) ： ケイス家（英語版）
- ダンモア伯爵(1686年) ： マレー家（英語版）
- オークニー伯爵（英語版）(1696年) ： セント・ジョン家
- シーフィールド伯爵(1701年) ： スタッドリー家
- ステア伯爵(1703年)：ダーリンプル家
- ローズベリー伯爵(1703年)/ミッドロージアン伯爵(1911年連合王国貴族) ： プリムローズ家（英語版）
- グラスゴー伯爵（英語版）(1703年) ： ボイル家（英語版）

### 子爵家
- フォークランド子爵 (1620年) ケーリー家
- アーバスノット子爵 (1641年) アーバスノット家
- オックスファード子爵（英語版） (1651年) マクギル家

### ロード・オブ・パーラメント
- フォーブス卿（英語版） (1442年) フォーブス家（英語版）
- グレイ卿（英語版） (1444年) キャンベル＝グレイ家
- ソルトーン卿 (1445年) フレイザー家（英語版）
- シンクレア卿（英語版） (1449年) シンクレア家（英語版）
- ボースウィック卿（英語版） (1452年) ボースウィック家（英語版）
- ラヴァト卿 (1464年) フレイザー家
- センピル卿 (1488年) センピル家（英語版）
- テレグルズのヘリス卿（英語版） (1490年) マンフォード家
- エルフィンストン卿（英語版） (1510年) エルフィンストン家（英語版）
- トーフィッケン卿 (1564年) サンディランズ家（英語版）
- キンロス卿 (1602年) フリーマン＝グレンヴィル家
- バーリーのバルフォア卿（英語版） (1607年) ブルース家
- ネイピア卿 (1627年) ネイピア家（英語版）
- キャメロンのフェアファクス卿 (1627年) フェアファクス家
- レイ卿 (1628年) マッカイ家（英語版）
- エリバンク卿（英語版） (1643年) アースキン＝マレー家
- ベルヘイヴン＝ステントン卿（英語版） (1647年) ハミルトン家（英語版）
- ロロ卿（英語版） (1651年) ロロ家（英語版）
- ポルワース卿（英語版） (1690年) ヘプバーン＝スコット家